# Балаклава (одећа)
Балаклава (укр. балаклава) или скијашка маска, колоквијално фантомка, јесте врста поткапе која покрива целу главу осим делова који излажу цело лице или само горњи део лица и каткад очи и уста или само очи. Може служити као капа и као шал. Назив балаклава потиче од имена града Балаклаве на полуострву Крим, где су британске снаге за време Кримског рата користиле балаклаву како би се британски војници могли заштитити од оштре зиме.
Савремена балаклава може бити израђена од више материјала као нпр. свиле, памука, полипропилена, неопрена, вуне или акрилних влакана.
Балаклаву користе мотоциклисти, скијаши, планинари, радници на великим висинама како би се могли заштити од хладноће, па ју такође користе полиција и војска у противтерористичким акцијама, али највише се користи у криминалним групама како би се прикрио нечији индетитет током извршавања противзаконитих радњи.